# Галтюр
Галтюр (на немски: Galtür) е село и зимен курорт в долината Пацнаун, югозападна Австрия, провинция Тирол. Намира се на 35 км от Ландек, близо до границата с Швейцария. През зимата на 1999 то е ударено от лавина с невиждан дотогава размер. Загиват 31 души. Лавината удря и центъра на Галтюр, смятан дотогава за най-безопасното място в цялото село.
Създадено е в началото на 13 век от местните тиролски племена. На техния език galtür означава култура. Голямо разрушение претърпява през Тридесетгодишната война, когато е разрушено почти до основи. През 19 и 20 век придобива известност със своите подходящи условия за ски – туризъм.

## Трагедията
Галтюр се намира в район с огромна лавинна опасност. Според лавинната опасност селището е разделено на 3 зони:
- Червена зона – близо до планинските части. Голяма лавинна опасност
- Жълта зона – Не много далече от планинските части. Средна лавинна опасност
- Зелена зона – Далече от планинските части, около центъра на селището. Без лавинна опасност

Но на 23 февруари 1999 този модел се провалил. В „безопасната“ зона загинали повечето жертви на лавината, ударила селището в този ден.
Галтюр е в разгара на зимния туристически сезон и хиляди скиори от всички краища на света се стичат там. Денят 23 февруари 1999 обаче помрачава забавлението им. В 16:00 ч се спуска лавина, която помита хората в цял Галтюр. Най-много жертви са взети в центъра, който според местните бил безопасно място. Разрушени са 7 модерни здания. 57 души са затрупани под метри твърд сняг. Местните служби организират спасителна операция, която спасява живота на 26 души. Другите 31 загиват, затрупани в снега.
Лавината представлява над 300 000 тона сняг, движещ се с над 290 км/ч надолу по склона Грискобелн. На върха на планината тя тежи 170 000 тона, но при спускането си увеличава почти двойно теглото си.
Малко след катастрофата постъпват обаждания към службите в Ландек и Инсбрук за помощ. Но те отказват поради лошите условия и Галтюр се оказва изолиран от целия свят. Местните спасителни екипи трябва да действат през нощта, използвайки оскъдния си брой спасителни кучета и фенери. Напътствани от кучетата, те трябва да копаят огромни количества твърд сняг, за да извадят жертвите. Обикновено хората не издържат повече от два часа живи в това състояние, така че екипите знаят, че трябва да действат бързо. Но и след изтичането на тези 2 часа те не се отказват и след това намират повечето от въобще спасените. Един от последните спасени е немската скиорка Криста Фрауберг, издържала под дебелия сняг над 5 часа до намирането ѝ в 21:30 ч. Кучето, открило най-много хора в снега е Хайко.
На следващия ден идват външни спасителни служби. Хеликоптери (най-вече „Блекхоук“) от САЩ, Австрия, Италия, Швейцария и Германия извозват спасените и им оказват първа медицинска помощ. Много хора са ранени или имат дихателни затруднения, но никой не умира впоследствие. Въпреки това никой от тях не е забравил този февруарски ден, в който всички те са били на косъм от смъртта.
Скоро след това Галтюр става медийна сензация и стотици телевизии показват селцето на света. На 5 юли 2005 National Geographic Channel излъчват филма „Alpine Tsunami“ от поредицата Мигове от катастрофата, разказващ за случилото се в Галтюр и последиците от това.
Причината е топъл фронт от Средиземноморието, действал през януари 1999 и увеличил температурите до 4 °C и снегът започнал да се топи. Скоро след това той се срещнал над Галтюр със студен фронт със скандинавски произход. Това създало условия за обилни снеговалежи в края на януари и през целия февруари. На 23 февруари част от натрупвани месец сняг се откъсва от върха на склона Грискобелн и пада по него с скорост 290 км/ч. Последствията са опустошителни.